# Favonigobius opalescens
 Favonigobius opalescens és una espècie de peix de la família dels gòbids i de l'ordre dels perciformes.

## Hàbitat
És un peix de clima tropical i bentopelàgic.

## Distribució geogràfica
Es troba al Mar de la Xina Meridional.

## Observacions
És inofensiu per als humans.